# B.L.E.A.G. 25
Die Lokomotive 25 der Badischen Lokal-Eisenbahnen (B.L.E.A.G.) war eine 1928 von der Maschinenbau-Gesellschaft Karlsruhe beschaffte Lokomotive mit der Fabriknummer 2366 der Type ELNA 3. Sie war eine vierachsige Tenderlokomotive, die nach den Normen des ELNA gebaut wurde. Sie war der leichtere Vierkuppler des ELNA-Typenprogramms mit 12 t Radsatzlast und für den Strecken- und Rangierdienst ausgelegt und erreichen eine Höchstgeschwindigkeit von 40 km/h.
Die Lokomotive gelangte 1932 zur Deutschen Eisenbahn-Betriebsgesellschaft (DEBG) und wurde dort in deren Verbund von Privatbahnen eingesetzt, war bis 1960 in Betrieb und wurde 1964 bei der Kleinbahn Voldagsen-Duingen-Delligsen verschrottet.

## Geschichte
Die Lokomotive wurde nach ihrer Lieferung 1928 zuerst auf der Bahnstrecke Wiesloch Stadt–Waldangelloch der B.L.E.A.G. eingesetzt. Dort gab es beim Überhitzer Schwierigkeiten, weshalb sie in der Nähe der damaligen Werkstatt Busenbach beheimatete und auf der Ettlinger Seitenbahn sowie dem dreischienigen Abschnitt der Albtalbahn einsetzte.
Nach 1932 wurde sie im Streckenverbund der DEBG eingesetzt. Nach kurzem Gastspiel auf der Bahnstrecke Vorwohle–Emmerthal kam sie zur Bahnstrecke Voldagsen–Delligsen, wo sie die meiste Zeit eingesetzt wurde. Die Lok fuhr dort größtenteils schwere Güterzüge. Auf Grund der großen Länge des festen Achsstandes gab es Probleme mit einigen Spurerweiterungen. 1960 wurde sie ausgemustert und 1964 verschrottet.

## Technik
Die Lokomotive verfüge über eine kupferne Feuerbüchse. Der Rahmen bestand aus 20 mm dicken Blechplatten, zwischen denen der Wasserbehälter eingehängt war. Der Antrieb erfolgte auf die dritte Achse. Sie hatte Kolbenschieber und eine außenliegende Heusinger-Steuerung.